# Cordella clarkii
Cordella clarkii är en svampart som beskrevs av M.B. Ellis 1976. Cordella clarkii ingår i släktet Cordella och familjen Apiosporaceae.   Inga underarter finns listade i Catalogue of Life.